# Club Deportivo Ibiza Islas Pitiusas
El Club Deportivo Ibiza Islas Pitiusas, conocido abreviadamente como C. D. Ibiza, es un club de fútbol español con sede en la ciudad de Ibiza, en la comunidad autónoma de las Islas Baleares. Fundado en 2012, juega como local en la Pista del Estadio Municipal de Can Misses, conocida como Can Misses III, con una capacidad de 1000 espectadores y 550 asientos. Actualmente juega en la Segunda Federación.

## Historia

### Ascensos y consolidación
El club fue fundado 2012 y alcanzó la Tercera División por primera vez en la temporada 2018-19, después de varias temporadas de rendimiento constante en la Regional Preferente de Ibiza-Formentera. Su mejor posición en esta categoría fue en la temporada 2019-20, donde finalizaron en segundo lugar del Grupo XI. Este desempeño permitió al club posicionarse como un serio contendiente para el ascenso.
En la temporada 2020-21 culminó en primer lugar de su grupo, lo que les permitió ascender a la recientemente creada Segunda Federación, una categoría que se sitúa en el cuarto nivel del sistema de ligas en España.
Una vez en la Segunda Federación, el equipo compitió con determinación durante dos temporadas (2021-2023), consolidándose en esta categoría hasta que, al finalizar la temporada 2022-23, descendió temporalmente a la Tercera Federación. Sin embargo, el club Islas Pitiusas demostró su fortaleza al conseguir un regreso inmediato a la Segunda Federación tras finalizar en primer lugar de su grupo en la temporada 2023-24, reafirmando su ambición de competir a un nivel superior.

### Participación en la Copa del Rey
El club ha tenido un papel destacado en la Copa del Rey, logrando competir en varias ediciones gracias a su ascenso y permanencia en categorías superiores del fútbol español. Su participación en esta competición ha marcado hitos importantes en la historia del club.
El debut del equipo en la Copa del Rey se produjo en la temporada 2020-21. Aunque fueron eliminados en la primera ronda, esta experiencia fue clave para el club, que empezó a ganar reconocimiento a nivel nacional.
La mejor actuación en la Copa del Rey llegó en la temporada 2022-23, cuando alcanzaron los dieciseisavos de final. En esta fase, se enfrentaron al Real Betis Balompié, equipo de Primera División, en un partido disputado y seguido de cerca tanto en Ibiza como en el ámbito nacional. A pesar de su esfuerzo, el equipo ibicenco fue eliminado con un marcador de 1-4, pero la actuación fue aclamada como un logro histórico para el club y el fútbol balear.
En la edición de 2024-25, el club Islas Pitiusas volvió a participar en la Copa, sin embargo, fueron eliminados en la primera ronda tras el partido contra el Gimnàstic de Tarragona, que terminó con un ajustado marcador de 1-2 en favor del equipo visitante.

## Uniforme
El club utiliza uniformes característicos que reflejan su identidad. Los colores predominantes del club, el rojo y el blanco, representan su vínculo con la isla de Ibiza y son una parte esencial de su imagen en el fútbol español.
- Uniforme titular: Camiseta roja, pantalón blanco y medias blancas. Este conjunto se ha mantenido con ligeras variaciones desde la fundación del club en 2012.
- Uniforme alternativo: Camiseta blanca, pantalón rojo y medias rojas, destinado a evitar conflictos de colores con equipos rivales que vistan de tonos similares.

| Uniforme titular | Uniforme alternativo |
|                  |                      |

### Historia y evolución
Desde su fundación ha mantenido el rojo y el blanco como colores principales, símbolo de su identidad local y tradición futbolística en Islas Baleares. El diseño ha evolucionado ligeramente, adaptándose a estilos modernos y materiales de alta tecnología en colaboración con sus patrocinadores y proveedores de equipamiento deportivo.

### Proveedores y patrocinadores
Actualmente, el club cuenta con la colaboración de una marca de renombre para sus equipaciones, que proporciona tecnología avanzada en el tejido de las camisetas, garantizando comodidad y rendimiento a sus jugadores. Además, el uniforme incluye los logos de patrocinadores locales e internacionales que apoyan al equipo.

## Estadio
El Estadio Municipal de Can Misses es un recinto deportivo de propiedad municipal situado en la ciudad de Ibiza, en la isla de Ibiza, España. Es parte del Complejo Deportivo Municipal Can Misses y alberga los partidos como local de varios equipos de la ciudad. Además de actividades deportivas, el estadio es escenario de numerosos eventos musicales y culturales que reúnen a espectadores de toda la isla.
Actualmente, el estadio cuenta con una capacidad de 6,300 espectadores y dispone de un terreno de juego de césped artificial de última generación, instalado en 2017. El diseño de sus gradas incluye una tribuna cubierta (Tribuna Norte y Tribuna Sur) que alberga el palco y la zona de prensa, así como una Grada General sin cubierta, que también se divide en General Norte y General Sur.

### Historia del estadio
Inaugurado en 1991, el Estadio Municipal de Can Misses fue construido inicialmente para acoger a la U. D. Ibiza-Eivissa, equipo histórico de la isla. Originalmente, el estadio contaba con una capacidad de 10 000 espectadores distribuidos en una grada de cemento y una tribuna con cubierta construida en 2002. Sin embargo, debido a dificultades financieras del equipo, el estadio fue adaptado para reducir su capacidad y ajustarse a las necesidades locales, quedando con un aforo de 4500 espectadores: 4000 en la Grada General y 500 en la tribuna principal.

### Renovación del césped
En 2017, el césped artificial fue reemplazado por una superficie de última generación, con el objetivo de mejorar la calidad de las instalaciones. Aunque el proyecto fue ejecutado por el Ayuntamiento de Ibiza, propietario del estadio, los costos fueron cubiertos en su totalidad por Amadeo Salvo, el propietario de la Unión Deportiva Ibiza.

### Uso exclusivo de la U. D. Ibiza y Can Misses III
Desde la temporada 2021-22, el estadio principal de Can Misses es utilizado en exclusiva por la Unión Deportiva Ibiza para sus partidos oficiales en Segunda División. Por su parte, el Club Deportivo Ibiza Islas Pitiusas disputa sus partidos en las pistas de atletismo anexas, conocidas oficialmente como Can Misses III. Este espacio, que también es utilizado para los entrenamientos de la U. D. Ibiza, tiene una capacidad limitada y fue adecuado por el Ayuntamiento para albergar partidos de divisiones inferiores y entrenamientos.

## Datos del club
El Club Deportivo Ibiza Islas Pitiusas ha tenido una trayectoria en el fútbol español marcada por su desempeño en categorías intermedias y algunas apariciones en la Copa del Rey. A continuación se detallan sus estadísticas y participaciones en las distintas divisiones del fútbol español:
- Temporadas en Primera División: 0
- Temporadas en Segunda División: 0
- Temporadas en Primera Federación: 0
- Temporadas en Segunda Federación: 3, incluida la temporada 2024-25[17]
- Temporadas en Tercera Federación (anteriormente Tercera División): 4, incluida la temporada 2023-24
  - Debut en la Tercera División: 2018-19
  - Mejor puesto en Tercera Federación: 1.º en el Grupo XI (2023-24), logrando así el ascenso a Segunda Federación[18]
  - Peor puesto en Tercera Federación: 5.º (temporada 2018-19)

### Participaciones en Copa del Rey
- Temporadas en Copa del Rey: 3, incluyendo la temporada 2024-25
  - Debut en Copa del Rey: 2020-21
  - Mejor clasificación en Copa del Rey: Dieciseisavos de final (temporada 2022-23), donde fue eliminado por el Real Betis Balompié tras una destacada participación[19]

### Clasificación histórica
- Puesto en la clasificación histórica de la Tercera División de España: 1247.º, con estadísticas acumuladas hasta la temporada 2018-19.[20]

### Lista de presidentes
1. José Cosme Vidal (2012 - 2017): Como primer presidente del club, José Cosme Vidal lideró la fase fundacional del equipo, gestionando sus primeros años de competencia en las divisiones regionales de las Islas Baleares. Durante su mandato, estableció las bases organizativas e impulsó la creación de una cantera local, elementos esenciales para el crecimiento inicial del club.[21]
2. Juan Vicente Roig Sánchez (2017 - 2018): En su breve período de gestión, Roig Sánchez consolidó la estructura administrativa y deportiva del club, preparando al equipo para futuras aspiraciones de ascenso. Bajo su liderazgo, el club fortaleció sus divisiones inferiores y comenzó a profesionalizar áreas clave en la gestión deportiva.[22]
3. Alberto Pérez Ruiz (2018 - 2019): Durante su breve mandato, Pérez Ruiz lideró el club en su ascenso a la Tercera División, estableciendo al equipo en las competiciones nacionales. Este logro marcó un hito en la historia del club, incrementando su visibilidad y atrayendo a una mayor base de seguidores en Ibiza.[23]
4. Antonio Palma Monedero (2019 - 2023): Durante su mandato, Antonio Palma Monedero llevó al club a la Segunda Federación y supervisó sus primeras participaciones en la Copa del Rey, aumentando significativamente el perfil del club a nivel nacional. Su gestión impulsó mejoras en infraestructura, incluyendo el acondicionamiento de instalaciones y la creación de alianzas estratégicas con patrocinadores locales e internacionales, apoyando el desarrollo financiero y logístico del club.[24]
5. Antonio Marí Ramón (2024 - presente): Nombrado en 2024, Antonio Marí Ramón asume la presidencia con el objetivo de consolidar al equipo en la Segunda Federación y fortalecer su competitividad en el fútbol español. Bajo su liderazgo, se espera que el club continúe con el desarrollo de su plantilla, mejoras en infraestructura deportiva, y la expansión de la marca C. D. Ibiza tanto a nivel local como nacional.[25]

## Organigrama deportivo

### Plantilla y cuerpo técnico 2024-25
- Los equipos españoles están limitados a tener en la plantilla un máximo de tres jugadores sin pasaporte de la Unión Europea. La lista incluye solo la principal nacionalidad de cada jugador.
- Desde la temporada 2019-20 en 2.ªB y desde la 2020-21 para 3.ª, los jugadores de la primera plantilla deben llevar dorsales del 1 al 22, reservando los números 1 y 13 para los porteros y el 25 para un eventual tercer portero. Dorsales 23, 24 y del 26 en adelante son para futbolistas del filial y serán fijos y nominales.[26]
- Algunos jugadores no europeos tienen doble nacionalidad de un país de la UE:
  -  Francisco Núñez: dominicana y española.

Leyenda
Canterano: 
Pasaporte europeo: 
Extracomunitario sin restricción: 
Extracomunitario: 
Formación: 
Cedido al club: 
Cedido a otro club: 

## Palmarés

### Campeonatos nacionales
- Tercera Federación (1): 2023-24 (Grupo XI).
- Tercera División de España (1): 2020-21 (Grupo XI).
- Subcampeón de Tercera División de España (1): 2019-20 (Grupo XI).

### Campeonatos regionales
- Regional Preferente de Ibiza-Formentera: (1): 2017-18.[27]
- Copa RFEF (Fase Regional de las Islas Baleares) (1): 2023-24.[28]
- Subcampeón de la Regional Preferente de Ibiza-Formentera: (2): 2015-16[29] y 2016-17.[30]

## Temporadas desde su fundación
| Temporada | Categoría | Liga                                    | Puesto     | Copa      | Notas                             |
| --------- | --------- | --------------------------------------- | ---------- | --------- | --------------------------------- |
| 2013-14   | 5         | Regional Preferente de Ibiza-Formentera | 10.º / 1.º |           |                                   |
| 2014-15   | 5         | Regional Preferente de Ibiza-Formentera | 5.º / 2.º  |           |                                   |
| 2015-16   | 5         | Regional Preferente de Ibiza-Formentera | 2.º / 4.º  |           |                                   |
| 2016-17   | 5         | Regional Preferente de Ibiza-Formentera | 2.º / 6.º  |           |                                   |
| 2017-18   | 5         | Regional Preferente de Ibiza-Formentera | 1.º        |           |                                   |
| 2018-19   | 4         | 3.ª División (Grupo XI)                 | 5.º        |           |                                   |
| 2019-20   | 4         | 3.ª División (Grupo XI)                 | 2.º        |           |                                   |
| 2020-21   | 4         | 3.ª División (Grupo XI)                 | 1.º        | 1.ª ronda | 1.ª participación en Copa del Rey |
| 2021-22   | 4         | Segunda Federación                      | 6.º        | 1.ª ronda |                                   |
| 2022-23   | 4         | Segunda Federación                      | 16.º       | 1/16      |                                   |
| 2023-24   | 5         | Tercera Federación (Grupo XI)           | 1.º        |           |                                   |
| 2024-25   | 4         | Segunda Federación                      | sd         | 1.ª ronda |                                   |

Leyenda
: Ascenso de categoría
: Descenso de categoría
: Descenso administrativo
- 3 temporadas en Segunda Federación
- 4 temporadas en Tercera División de España/Tercera Federación
- 5 temporadas en Regional Preferente de Ibiza-Formentera

### Participaciones enCopa del Rey
| Temporada | Ronda            | Rival                  | Local  | Visitante | Global |
| --------- | ---------------- | ---------------------- | ------ | --------- | ------ |
| 2020-21   | 1.ª Ronda (1/64) | C. E. Sabadell F. C.   | 0-2    |           | 0-2    |
| 2021-22   | 1.ª Ronda (1/64) | C. D. Tenerife         | 1-2 pr |           | 1-2 pr |
| 2022-23   | 1.ª Ronda (1/64) | C. F. Rayo Majadahonda | 3-1    |           | 3-1    |
| 2022-23   | 2.ª Ronda (1/32) | S. D. Eibar            | 1-0    |           | 1-0    |
| 2022-23   | 1/16             | Real Betis Balompié    | 1-4    |           | 1-4    |
| 2024-25   | 1.ª Ronda (1/64) | Gimnàstic de Tarragona | 1-2    |           | 1-2    |